# Adam Godley

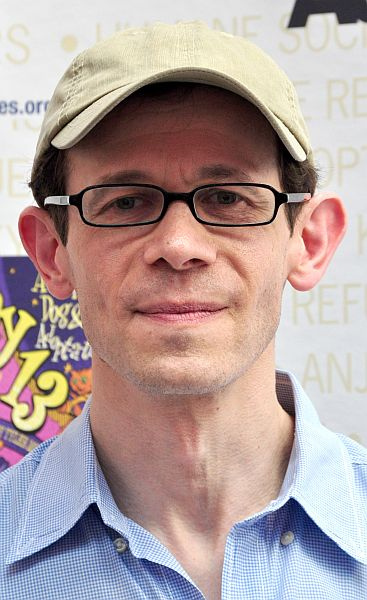
Adam Goodley (2011)

Adam Godley (* 22. Juli 1964 in Amersham) ist ein britischer Schauspieler.

## Leben und Karriere
Godley startete seine Schauspielkarriere mit neun Jahren in einer BBC-Radioproduktion von Hemingways My Old Man. Seine erste Bühnenrolle bekam er mit elf Jahren als Prince Giovanni in The White Devil im Old Vic Theatre. Außerdem war er im National Theatre in Lillian Hellmans Watch on the Rhine und Close of Play von Harold Pinter zu sehen.
Nachdem er die Hauptrolle in der BBC-TV-Adaption von J. Meade Falkners Moonfleet spielte, trat Godley Alan Ayckbourns Theatergesellschaft in Scarborough bei, wo er drei Spielzeiten lang Mitglied war. Hervorzuheben sind June Moon, Cabaret und The Revengers’ Comedies, beide im West End vorgeführt, und Mr A’s Amazing Maze Plays, das im National Theatre vorgeführt wurde.
Eine Theaterspielzeit verbrachte er als Mitglied der Royal Shakespeare Company, bevor er die Rolle des Cliff in Sam Mendes Cabaret im Donmar Warhouse verkörperte. Weiterhin spielte er in sämtlichen größeren Produktionen, darunter The Front Page, Cleo, Camping, Emmanuelle and Dick, Der Kissenmann und Paul, mit.
Adam Godley lebt mit seinem Lebensgefährten, dem Autor Jon Hartmere, in Los Angeles.

## Filmografie (Auswahl)

### Filme
- 2001: Sword of Honour (Fernsehfilm)
- 2003: Tatsächlich… Liebe (Love Actually)
- 2004: Hawking – Die Suche nach dem Anfang der Zeit (Hawking)
- 2004: In 80 Tagen um die Welt (Around the World in 80 Days)
- 2005: Charlie und die Schokoladenfabrik (Charlie and the Chocolate Factory)
- 2005: Eine zauberhafte Nanny (Nanny McPhee)
- 2007: Der Sohn von Rambow (Son of Rambow)
- 2007: Elizabeth – Das goldene Königreich (Elizabeth: The Golden Age)
- 2008: Akte X – Jenseits der Wahrheit (The X-Files: I Want to Believe)
- 2010: Agatha Christie’s Marple – Die Memoiren des Grafen (The Secret of Chimneys, Fernsehfilm)
- 2011: Wilde Salomé
- 2012: Battleship
- 2014: Die Entdeckung der Unendlichkeit (The Theory of Everything)
- 2016: BFG – Big Friendly Giant (The BFG)
- 2022: The People We Hate at the Wedding (Stimme)

### Serien
- 1978: A Horseman Riding By (3 Folgen)
- 1991, 1998: The Bill (2 Folgen)
- 2002: Inspector Lynley (The Inspector Lynley Mysteries, Fernsehserie, Folge 1x05)
- 2008: Mad Men (Folge 2x07)
- 2008, 2013: Breaking Bad (3 Folgen)
- 2009: Merlin – Die neuen Abenteuer (Merlin, 2 Folgen)
- 2009: Dollhouse (Folge 2x10)
- 2010: Lie to Me (Folge 3x01)
- 2012: Good Wife (The Good Wife, Folge 4x03)
- 2012–2013: A Young Doctor’s Notebook (8 Folgen)
- 2013: Suits (5 Folgen)
- 2014: Manhattan (3 Folgen)
- 2014: Homeland (Folge 4x02)
- 2015–2016: Powers (18 Folgen)
- 2016: The Blacklist (Folge 4x05)
- 2017: The Case (Fallet, 8 Folgen)
- 2019–2024: The Umbrella Academy (16 Folgen, Stimme)
- 2020–2023: The Great (30 Folgen)
- 2023: Succession (Folge 4x08)